# مخيم جرمانا
مخيم جرمانا أحد مخيمات اللاجئين الفلسطينيين ويبعد ثمانية كيلومترات عن دمشق، سوريا على الطريق المؤدي إلى مطار دمشق الدولي. وقد تم تأسيس المخيم في عام 1948 فوق مساحة تبلغ 0,03 كيلومتر مربع. وفي عام 1967، فإن الفلسطينيين الذين لجأوا إلى مرتفعات الجولان والذين نزحوا جراء الحرب العربية الإسرائيلية عام 1967 قد تم نقلهم إلى هذا المخيم.
ينحدر معظم السكان من سهل الحولة في قضاء صفد ومنها كراد البقارة، كراد الغنامة، الخصاص، الناعمة، المفتخرة، الدوارة، ملاحة، تليل، الدردارة، منصورة الخيط، الزوق التحتاني، الزوق الفوقاني، الخالصة، الصالحية، خيام الوليد، السنبرية، جاحولا، العابسية، القيطية، الزوية، ياردا، لزازة، ماروس، الحسينية، بيسمون، النبي يوشع، هراوي، آبل القمح، البويزية، صلحا، جسر المجامع، مداحل وعشائر الهيب وغيرها.
مخيم جرمانا، هو مخيم للاجئين الفلسطينيين و السوريين بحيث يقع المخيم قرب مدينة "جرمانا"، و سمّي المخيم باسمها نظراً لقرب المخيم منها. و يقع المخيم في قرب مركز المدينة و من  الناحية الجنوبية الشرقية لمدينة دمشق على طريق مطار دمشق الدولي. وقد تم تأسيس المخيم في عام 1948 فوق مساحة تبلغ 0,03 كيلومتر مربع. يستضيف المخيم آلاف اللاجئين السوريين الذين فروا من الحرب الدائرة في البلاد منذ سنوات 
اليوم يواجه اللاجئون في مخيم جرمانا العديد من التحديات، من بينها نقص في الموارد الأساسية مثل المأكل والمشرب والدواء، بالإضافة إلى ظروف الإيواء التي تعاني منها العائلات في الخيام المتهالكة. كما يواجهون صعوبة في الحصول على فرص عمل تساعدهم على العيش بكرامة.
كما يعمل العديد من اللاجئين، في القطاعات الغير رسمية مثل البناء والنظافة، لكسب لقمة العيش وتوفير احتياجات عائلاتهم. ومع تواصل الحرب وتفاقم الأوضاع الاقتصادية في سوريا، يظل مخيم جرمانا وغيرها من مخيمات اللاجئين في حاجة ماسة إلى الدعم والمساعدة الدولية لتحسين ظروف الحياة فيها وتوفير الحماية والرعاية للنازحين المحتاجين.
و هومخيم جرمانا واحد من اثني عشر مخيماً فلسطينياً في سورية، يبعد نحو ثمانية كيلومترات عن دمشق، وقد سكنه فلسطينيون لجأوا من وطنهم جرّاء نكبة 1948، ونازحون فلسطينيون وسوريون التجأوا إليه من مرتفعات الجولان المحتلة، وتعود أصول معظم لاجئيه إلى قرى أقضية صفد وطبرية وعكا.

## موقع مخيم جرمانا
في سوريا، ويبعد ثمانية كيلومترات عن دمشق، إذ يقع على الطريق المؤدي إلى مطار دمشق الدولي.